# Compendium musicae
Il Compendium musicae è un breve trattato sulla musica, scritto da Cartesio nel 1618 e dedicato all'amico Isaac Beeckman.
Il motivo per il quale Cartesio studia il suono è quello di comprendere in maniera più ampia come la musica riesce a commuoverci. Egli assume di poter comprendere tale proprietà dall'esame che fa delle caratteristiche fondamentali che rendono commovente il suono, ovvero la durata ed il tono. Egli è dell'opinione che una semplice analisi matematica della consonanza possa fornirci le nozioni fondamentali sul modo di produrre il suono e quindi sulla natura della musica.
Per Cartesio ogni oggetto piacevole viene percepito come semplice, le serie armoniche sono più semplici delle serie geometriche e quindi da preferire. Egli traduce i rapporti musicali in segmenti di linea in modo da renderli visibili all'occhio e quindi intuitivamente più chiari:
Cartesio suppone che la semplicità di ascolto venga rispecchiata nella semplicità visiva, privilegiando perciò la percezione visiva di segmenti di linea rispetto ai rapporti matematici.

## La consonanza
Con semplici operazioni matematiche sulle linee Cartesio deriva le consonanze. Il procedimento consiste in successive bisezioni di una corda AB prima in C, con origine dell'ottava {\displaystyle (1/2)}: {\displaystyle AC-AB}, poi in D, punto intermedio tra C e B, con origine dei segmenti AC e AD che generano propriamente la quinta {\displaystyle (2/3)}, mentre da segmenti AD e AB deriva accidentalmente la quarta {\displaystyle (3/4)}, DB.
Cartesio si arresta nella bisezione della retta alla lettera E, il motivo sta nel fatto che un'ulteriore divisione in F darebbe origine al tono maggiore {\displaystyle (8/9)}:{\displaystyle AC-AF} e al tono minore {\displaystyle (9/10)}:{\displaystyle AF-AE}, entrambi dissonanti. Cartesio definisce il rapporto di semitono come {\displaystyle 15/16} riprendendo i dati di Zarlino, tuttavia se avesse continuato nella suddivisione della retta sarebbe giunto a trovare il punto G e avrebbe ottenuto valori differenti, {\displaystyle AC/AG=16/17} e {\displaystyle AG/AF=17/18}.